# چشن، شهرستان میئلک
چشن، شهرستان میئلک (به لاتین: Trześń, Mielec County) یک روستای لهستان در لهستان است که در Gmina Mielec واقع شده‌است.

## خصوصیات
چشن ۱٬۲۹۱ نفر جمعیت دارد.